# Зелений Гай (Петрівська селищна громада)
Зелений Гай —  село в Україні, у Петрівській селищній громаді Олександрійського району Кіровоградської області.

## Населення
Згідно з переписом УРСР 1989 року чисельність наявного населення села становила 98 осіб, з яких 39 чоловіків та 59 жінок.
За переписом населення України 2001 року в селі мешкало 58 осіб.

### Мова
Розподіл населення за рідною мовою за даними перепису 2001 року:
| Мова       | Відсоток |
| ---------- | -------- |
| українська | 91,38 %  |
| російська  | 6,90 %   |
| інші       | 1,72 %   |